# کولبارک
کولبارک (به لهستانی:  Kolbark) یک روستا در لهستان است که در گمینا کلوچه واقع شده‌است.
 کولبارک  ۵۱۰ نفر جمعیت دارد.